# Sesato setosa
Sesato setosa är en spindelart som beskrevs av Michael Ilmari Saaristo 2006. Sesato setosa ingår i släktet Sesato och familjen klotspindlar.
Artens utbredningsområde är Seychellerna. Inga underarter finns listade i Catalogue of Life.